# Inspektorat Suwalski Armii Krajowej
Inspektorat Suwalski Armii Krajowej – terenowa struktura Okręgu Białystok Armii Krajowej.
Dowódcą (inspektorem) był mjr Franciszek Szabunia „Zemsta”.

## Skład organizacyjny
- Obwód Suwałki Armii Krajowej
- Obwód Augustów Armii Krajowej „Olcha” – komendant: kpt. Bronisław Jasiński „Komar”, „Łom”

## Represje po wojnie
Na terenie Inspektoratu miała miejsce Obława augustowska.